# Mobile Suit Gundam
Mobile Suit Gundam (Japans: 機動戦士ガンダム Kidō Senshi Gandamu) is een Japanse anime-televisieserie uit 1979, geregisseerd door Yoshiyuki Tomino. Het is het eerste en grondleggende deel uit de langlopende Gundam-reeks en een van de meest revolutionaire werken uit de animegeschiedenis. Bijzonder aan de serie was dat de grote robots niet langer alleskunnende wapens van vernietiging waren waarmee gevochten werd tegen allerlei buitenaardse aanvallers, maar op semi-realistische wijze werden ingezet in een grootschalige oorlog tussen menselijke partijen met verschillende ideologieën. De zorgvuldig gecreëerde setting en de interactie tussen de uitgebreide cast aan personages maakten het werk bovendien meer dan zomaar een kinderserie. In 1981 werd een drietal samenvattende films geproduceerd die waren gebaseerd op de serie.

## Verhaal
Ver in de toekomst heeft de mensheid op een ongekend grote schaal haar weg naar de ruimte gevonden, een gelegenheid die de start van een nieuwe kalender verdiende. Nu, in Universal Century 0079 leeft een groot deel van de mensheid in ruimtekolonies in de nabijheid van de Aarde. Het bestuur van deze kolonies wordt grotendeels door de Aardse regering van de Earth Federation bepaald, die er voornamelijk op uit is haar eigenbelang te dienen en de kolonies uit te buiten. Het Principality of Zeon, een verband van ruimtekoloniën, rebelleert tegen de Aardse Federatie en is een onafhankelijkheidsoorlog begonnen. Zeon lijkt deze oorlog aanvankelijk te gaan winnen door haar inzet van een revolutionair nieuw wapen: zeer grote mensvormige robot-gevechtspakken, zogenaamde Mobile Suits (mobiele pakken). De oorlog is al enkele maanden aan de gang en bevindt zich nu al langere tijd in een barre situatie. De Aardse Alliantie heeft nu ook een eigen variant van het wapen ontwikkeld: de titulaire Gundam.
Tegen deze achtergrond raken het hoofdpersonage Amuro Ray en enkele vrienden in het strijdgewoel betrokken. Als een slachtoffer van de situatie geraakt Amuro in een positie als piloot van de zeer geavanceerde Gundam, waarmee hij ten strijde trekt als onderdeel van de strijdmacht aan boord van de White Base, een hypermodern ruimteslagschip van de Earth Federation. Hoewel zij slechts burgers zijn, doen Amuro en zijn vrienden al wat zij kunnen om te vechten voor hun vrijheid, waarbij zij gedwarsboomd worden door de Rode Komeet, Char Aznable. Ondanks de geweldige overmacht echter, spelen de White Base en de Gundam een belangrijke rol in het keren van het tij van deze onafhankelijkheidsoorlog.

## Productie
Ondanks het feit dat het originele Mobile Suit Gundam en de Gundam-reeks als geheel momenteel tot de meest populaire titels uit het medium behoren, was het origineel niet direct populair bij het grote publiek. Sterker nog, van de geplande 52 afleveringen zouden er slechts 39 geproduceerd en uitgezonden worden. Na onderhandelingen kreeg de serie nog een maand langer de tijd, waardoor het uiteindelijk afleveringenaantal op 43 kwam, met niettemin een te snel afgerond einde als gevolg.

Het uitbrengen van speelgoed en plastic modellen gebaseerd op de mecha uit de serie en de herhalingen van het werk brachten de populariteit echter snel enorm omhoog en in 1981 en 1982 werden drie bioscoopfilms uitgebracht die de serie samenvatten. Naast enkel een samenvattende taak, voegden zij ook wat nieuw materiaal toe en werden andere wijzigingen gemaakt die het verhaal dichter bij Yoshiyuki Tomino's originele visie brachten.

## Personages
Een belangrijke bijdrage aan het enorme succes van de serie werd geleverd door de realistische personages die zich plotseling in een onverwachte situatie vinden, waarin zij moeten strijden voor hun leven. Ondanks alles echter, blijven zij te allen tijde slechts burgers die proberen het beste van de situatie te maken. Allen ontwikkelen zij zich sterk door de serie en de rivaliteit tussen Amuro Ray en Char Aznable zou de geschiedenis in gaan als een van de beste en meest geliefde van het medium. De volgende tabel presenteert een overzicht van de meest belangrijke personages per factie, inclusief hun Japanse en Engelse stemacteurs.
| Personage            | Stem (Japans)    | Stem (Engels)   |
| -------------------- | ---------------- | --------------- |
| Earth Federation     |                  |                 |
| Amuro Ray            | Toru Furuya      | Brad Swaile     |
| Bright Noah          | Hirotaka Suzuoki | Chris Kalhoon   |
| Mirai Yashima        | Fuyumi Shiraishi | Cathy Weseluck  |
| Sayla Mass           | You Inoue        | Alaina Burnett  |
| Fraw Bow             | Rumiko Ukai      | Kristie Marsden |
| Kai Shiden           | Toshio Furukawa  | Richard Ian Cox |
| Hayato Kobayashi     | Kiyonobu Suzuki  | Matt Smith      |
| Ryu Jose             | Shozo Iizuka     | Ward Perry      |
| Principality of Zeon |                  |                 |
| Char Aznable         | Shuichi Ikeda    | Michael Kopsa   |
| Lalah Sune           | Han Keiko        | Willow Johnson  |
| Garma Zabi           | Katsuji Mori     | Brian Dobson    |
| Kycillia Zabi        | Mami Koyama      | Michelle Porter |
| Dozle Zabi           | Daisuke Gohri    | French Tickner  |
| Degwin Zabi          | Ichiro Nagai     | Chris Schneider |
| Ramba Ral            | Masashi Hirose   | John Payne      |
| Crowley Hamon        | Yumi Nakatani    | Lenore Zann     |

## Mobile Suits
In de verre toekomst waarin Mobile Suit Gundam zich afspeelt zijn het niet langer tanks en gevechtsvliegtuigen waarmee een oorlog gewonnen kan worden. De revolutionaire nieuwe wapens die het Principality of Zeon introduceert en hen aanvankelijk de oorlog lijken te doen winnen, zijn zogenaamde Mobile Suits: humanoïde gevechtsrobots die van binnenuit door een piloot bestuurd worden. Hoewel de humanoïde vorm in werkelijkheid waarschijnlijk zeer onhandig zou zijn, wordt zij in de serie goedgepraat door het schijnbare nut bij voortbeweging in de ruimte. In deze originele serie passeert een groot aantal verschillende modellen de revue, vooral aan de zijde van het Principality. Het is echter pas in de Gelgoog dat zij een passende concurrent voor de Gundam ontwikkelen, wanneer het voor hen echter reeds te laat is.
Earth Federation
- RX-78-2 Gundam
- RX-77-2 Guncannon
- RX-75-2 Guntank
- RGM-79 GM

Principality of Zeon
- MS-05B Zaku I
- MS-06F Zaku II
- MS-07B Gouf
- MS-09 Dom
- MS-09R Rick Dom
- MS-14A Gelgoog
- MSN-02 Zeong
- MSM-03 Gogg
- MSM-04 Acguy
- MSM-07 Z'Gok
- MSM-10 Zock

Mobile Armours
- MAM-07 Grabro
- MA-08 Big Zam
- MAN-08 Elmeth

## Afleveringen
Wat volgt is een lijst met de Engelse vertalingen van de titels uit de originele Japanse uitzending van de serie.
1. Gundam Rises Upon the Earth!!
2. the Order to Destroy Gundam
3. Attack the Enemy Supply Ship!
4. the Battle to Escape from Luna II
5. Breaking into the Atmosphere
6. Garma Strikes
7. the Core Fighter's Escape
8. Battlefield Wasteland
9. Fly! Gundam
10. Garma Falls
11. Icelina, Remaining Love
12. the Threat of Zeon
13. See You Again, Mom...
14. Time, be Still
15. Cucuruz Doan's Island
16. Sayla Sorties
17. Amuro Deserts
18. the Red Hot Adzam Leader
19. Ramba Ral's Suicide Attack
20. Battle to Death! White Base
21. the Hatred in Fighting
22. Break Through M'Quve's Trap
23. the Battle to Rescue Matilda
24. Close Combat! Triple Dom
25. the Battle of Odessa
26. Char's Revival
27. Infiltrated by a Female Spy!
28. the Atlantic, Dyed with Blood
29. Jaburo Falls!
30. a Tiny Line of Defense
31. Zanzibar, Pursuit!
32. Forced Breakthrough
33. Conscon's Assault
34. the Fated Encounter
35. the Battle to Capture Solomon
36. Be Afraid! The Mobile Big Zam
37. the Duel in Texas
38. Reunion, Char and Sayla
39. the Newtype, Challia Bull
40. Elmeth's Lalah
41. Cosmic Glow
42. Space Fortress A Baoa Qu
43. Escape

## Nederlandse beschikbaarheid
In Nederland zijn enkel de drie samenvattende films beschikbaar, uitgegeven door het Belgische Nekotachi Entertainment. Omdat een oude serie als Mobile Suit Gundam moeilijk te verkopen is, werd besloten deze niet uit te brengen en direct naar de drie films te gaan. De drie films vervullen hun rol echter zo goed, dat zij een bijna volwaardige vervanging zijn van de complete televisieserie en daarmee een uitstekende introductie tot de reeks vormen. NTE bracht wel een andere Gundam-serie op dvd uit, te weten het relatief recente Mobile Suit Gundam SEED, waarin veel verhaalelementen uit het origineel hergebruikt zouden worden.